# شانزدهمین دوره جشنواره بین‌المللی فیلم فجر
شانزدهمین دورهٔ جشنوارهٔ فیلم فجر در بهمن ۱۳۷۶ در تالار وحدت تهران و با برپایی بزرگداشت‌های عزت‌الله انتظامی و ابراهیم حاتمی‌کیا برگزار شد.

## برگزیدگان

### دیپلم افتخار
- درخت جان (فرهاد مهران‌فر)
- نقش اول مرد: امیر پایور (ابر و آفتاب)
- نقش دوم مرد: حبیب رضایی (آژانس شیشه‌ای)
- بهترین کارگردانی: فرهاد مهران‌فر (درخت جان)
- بهترین فیلمبرداری: محمود کلاری (درخت گلابی)
- بهترین فیلم: درخت جان (شبکهٔ دو صدا و سیما)، (محمدرضا سرهنگی)
- با تقدیر از: محمود سماک‌باشی (آژانس شیشه‌ای)

### سیمرغ بلورین
- بانوی اردیبهشت: جایزهٔ ویژهٔ هیئت داوران؛ بهترین کارگردانی؛ رخشان بنی‌اعتماد؛ شانزدهمین جشنوارهٔ بین‌المللی فیلم فجر؛ بخش مسابقهٔ سینمای ایران؛ ۱۳۷۶
- بانوی اردیبهشت: سیمرغ بلورین؛ بهترین کارگردانی؛ رخشان بنی‌اعتماد؛ شانزدهمین جشنواره بین‌المللی فیلم فجر؛ بخش مسابقه بین‌الملل؛ ۱۳۷۶

| سیمرغ بلورین بهترین فیلم | سیمرغ بلورین بهترین کارگردانی |
| --- | --- |
| - آژانس شیشه‌ای – بنیاد سینمایی فارابی و وراهنر - درخت گلابی – بنیاد سینمایی فارابی، داریوش مهرجویی و فرامرز فرازمند - بانوی اردیبهشت - جهانگیر کوثری - درخت جان     | - ابراهیم حاتمی‌کیا – آژانس شیشه‌ای - مجتبی راعی – تولد یک پروانه - رخشان بنی‌اعتماد - بانوی اردیبهشت - فرهاد مهرانفر - درخت جان |
| سیمرغ بلورین بهترین بازیگر نقش اول مرد | سیمرغ بلورین بهترین بازیگر نقش اول زن |
| - پرویز پرستویی – آژانس شیشه‌ای در نقش حاج کاظم - محمدرضا فروتن – مرسدس در نقش اسی - امیر پایور – ابر و آفتاب در نقش بازیگر                                          | - گلشیفته فراهانی – درخت گلابی در نقش میم - انیس شکوری – درخت جان در نقش؟ - نیکی کریمی – روانی در نقش مریم - مینو فرشچی – بانوی اردیبهشت در نقش فروغ کیا - ویشکا آسایش – ساحره در نقش رعنا/بانو (عروسک) - فاطمه معتمدآریا – زندگی در نقش ماندگار |
| بهترین بازیگر نقش دوم مرد | بهترین بازیگر نقش دوم زن |
| - رضا کیانیان – آژانس شیشه‌ای در نقش سلحشور - جهانگیر الماسی – عشق گمشده در نقش؟ - حبیب رضایی – آژانس شیشه‌ای در نقش عباس                                             | - بیتا بادران – آژانس شیشه‌ای در نقش نرگس - گلاب آدینه – بانوی اردیبهشت در نقش طوبا - فهیمه راستکار – روانی در نقش زن کولی |
| سیمرغ بلورین بهترین فیلمنامه | سیمرغ بلورین بهترین موسیقی متن |
| - آژانس شیشه‌ای – ابراهیم حاتمی‌کیا - جهان‌پهلوان تختی – بهروز افخمی - تولد یک پروانه – سعید شاپوری - درخت جان – فرهاد مهران‌فر                                         | - آژانس شیشه‌ای – مجید انتظامی - تولد یک پروانه – کامبیز روشن‌روان - مرسدس – بابک بیات - ابر و آفتاب – حسین علیزاده |
| بهترین صداگذاری | بهترین صدابرداری |
| - تولد یک پروانه – محمدرضا دلپاک - آژانس شیشه‌ای – محسن روشن - بانوی اردیبهشت – پرویز آبنار - درخت جان – عباس رستگارپور                                              | - درخت جان – عباس رستگارپور - مهر مادری – یدالله نجفی - مرسدس – اسحاق خانزادی |
| بهترین طراح صحنه و لباس | سیمرغ بلورین بهترین فیلم‌برداری |
| - بانوی اردیبهشت – امیر اثباتی - تولد یک پروانه – ملک‌جهان خزایی و مجتبی راعی - آژانس شیشه‌ای – حمیدرضا چارکچیان - درخت جان – سهیلا هاشمی                             | - تولد یک پروانه – محمد داوودی - آژانس شیشه‌ای – عزیز ساعتی - بانوی اردیبهشت – حسین جعفریان - درخت جان – نادر معصومی |
| بهترین چهره‌پردازی | بهترین |
| - ساحره – عبدالله اسکندری - آژانس شیشه‌ای – مهرداد میرکیانی - ساغر – عاطفه رضوی و مهرداد شکرابی                                                                      | |
| سیمرغ بلورین بهترین تدوین | سیمرغ بلورین بهترین جلوه‌های ویژه |
| - آژانس شیشه‌ای – هایده صفی‌یاری - جهان‌پهلوان تختی – حسن حسن‌دوست - تولد یک پروانه – حسن حسن‌دوست - ساحره – محمدرضا مویینی و مهرزاد مینویی - درخت گلابی – مصطفی خرقه‌پوش | - اسکادران عشق – سعید حاجی‌میری |
| جایزه ویژه هیئت داوران | سیمرغ بهترین فیلم از نگاه تماشاگران |
| - بانوی اردیبهشت – علیرضا رئیسیان، جهانگیر کوثری | - آژانس شیشه‌ای – ابراهیم حاتمی‌کیا |

### جوایز و نامزدی‌ها
| نامزدی‌ها | فیلم            |
| -------- | --------------- |
| ۱۴       | آژانس شیشه‌ای    |
| ۸        | درخت جان        |
| ۶        | تولد یک پروانه  |
| ۳        | درخت گلابی      |
| ۳        | مرسدس           |
| ۳        | ساحره           |
| ۲        | ابر و آفتاب     |
| ۲        | روانی           |
| ۲        | جهان‌پهلوان تختی |

| جایزه‌ها | فیلم           |
| ------- | -------------- |
| ۹       | آژانس شیشه‌ای   |
| ۳       | تولد یک پروانه |
| ۲       | درخت جان       |
| ۲       | بانوی اردیبهشت |

## بزرگداشت‌ها
- عزت‌الله انتظامی، بازیگر
- ابراهیم حاتمی‌کیا، نویسنده و کارگردان